# Sam Rushworth
Samuel Jonathan Rushworth (né en 1984) est un homme politique du Parti travailliste britannique qui est député de Bishop Auckland depuis 2024.

## Jeunesse et éducation
Rushworth grandit à Blackpool et fait ses études à Hodgson High School, un établissement secondaire public de Poulton-le-Fylde. Il poursuit ses études supérieures à l'Université de Manchester, où il obtient un baccalauréat ès arts (BA) en économie et en études sociales, spécialisé en économie du développement.
Il est également titulaire d'un diplôme français en affaires avancé de la Chambre de Commerce de Paris et d'un Master de recherche (MRes) en éducation et développement international de l'Université d'East Anglia, où il obtient ensuite  son doctorat. Sa thèse de doctorat, intitulée « « Professeur, pensez-vous que j’ai un brillant avenir ? » - Angoisse et incertitude dans un internat et un externat catholiques au Rwanda », propose une étude ethnographique approfondie des adolescents rwandais dans un internat catholique. Ses travaux portent sur les thèmes de l’anxiété et de l’incertitude dans les milieux éducatifs.

## Début de carrière
Sa carrière débute comme chef de projet pour le conseil de Stockport, puis responsable du bénévolat et de la formation pour la Croix-Rouge britannique. Il est directeur du club de jeunes au Hamlet Centre et tuteur associé à l'Université d'East Anglia.
Le travail de Rushworth dans le domaine du développement international commence à l'Aegis Trust, une organisation dédiée à la prévention du génocide et des atrocités de masse. Il occupe plusieurs postes, notamment celui de responsable de l'engagement, de directeur de la stratégie et de conseiller spécial auprès du responsable de la stratégie. Il se spécialise dans l’éducation et la prévention des conflits, élaborant et mettant en œuvre des stratégies visant à promouvoir la paix et la stabilité dans les régions touchées par les conflits.
En 2017, Rushworth cofonde African Dreams Ltd, un cabinet de conseil axé sur les projets de développement au Rwanda, où il continue d'occuper le poste de directeur. Il fonde également Our World Research & Consultancy Ltd, qui fournit des conseils stratégiques et des services de recherche sur les questions de développement mondial.
Il travaille également comme chargé de cours au Macclesfield College of Further Education et participe à divers projets de recherche. Avant de devenir député, il est directeur de programme du Fonds de recherche stratégique de l'Université de Durham.

## Carrière politique
Rushworth se présente pour les sièges de Blackpool North et Cleveleys en 2015 et de Tatton en 2017.
Il est choisi comme candidat du Parti travailliste pour Bishop Auckland en 2022, un siège auparavant « Red Wall », mais l'un des nombreux qui sont tombés aux mains des conservateurs lors des élections générales de 2019. Il est élu lors des élections générales de 2024, remportant 17 036 voix, soit 42,1 % du total des voix, avec une majorité de 6 672 voix. Il est également le président du Parti travailliste de la circonscription de Bishop Auckland.
Il siège au conseil exécutif de la Labour Campaign for International Development (LCID) et est connu pour son plaidoyer sur des questions telles que la pauvreté des enfants.

## Vie personnelle
Rushworth est marié à Siobhain et ils ont cinq enfants,. Il est membre de l'Église de Jésus-Christ des saints des derniers jours et travaille avec l'Église pour amener des délégations de femmes et de jeunes de pays touchés par des conflits interconfessionnels,.